# Bertrando di Beauvau
Bertran(d) de Beauvau o de Beauveau (in italiano: Bertrando di Bellavalle), noto come le seigneur de Beauveau, (... – Napoli, luglio 1495) fu un nobile e condottiero francese, conte di Policastro, la cui vita rimane in larga parte oscura. Elogiato per il suo valore e per il favore di cui godeva presso le donne, è noto soprattutto per il controverso corteggiamento della duchessa Beatrice d'Este, moglie di Ludovico il Moro. Seguì il re Carlo VIII durante la sua discesa in Italia fino a Napoli, e qui morì nel tentativo di difendere le fortezze sotto occupazione francese dall'attacco degli assedianti.

## Biografia

### Origini
Con Bertrando di Beauvau conte di Policastro è attualmente identificato quel "signore di Beauvau" che prese parte all'impresa di Napoli di Carlo VIII nel biennio 1494-1495, sebbene la sua identità non sia del tutto chiara. È infatti da escludere l'identificazione con l'allora signore di Beauvau, Pierre II, poiché quest'ultimo morì moltissimi anni dopo, nel 1521.
Era figlio minore di Antonio (Antoine, 1438 ca.-1489) e di Anna d'Interville, nipote del più famoso Bertrando signore di Pressigny (1382-1474). Ebbe un fratello maggiore, Luigi (Louis) di Beauvau signore di Pressigny, due fratelli minori e due sorelle.
La famiglia di Beauvau ebbe assidue relazioni con l'Italia: molti dei suoi membri svolsero azioni diplomatiche ed effettuarono prolungati soggiorni nella penisola. Sfugge tuttavia il grado di padronanza dell'italiano che possano aver avuto.

### La duchessa
Una testimonianza dell'indole di questo personaggio ci è tramandata da Pierre de Lesconvel, scrittore e storico francese del XVII secolo, che nella propria opera, Anecdotes secretes des règnes de Charles VIII et de Louis XII, raccoglie in sostanza notizie e avvenimenti - specie amorosi - riguardanti uomini e donne che entrarono in contatto coi regnanti di Francia, nonché degli stessi.
Secondo il racconto dello storico, durante la sosta di Carlo VIII ad Asti, Beauvau divenne l'accanito corteggiatore dell'allora duchessa di Bari Beatrice d'Este, moglie di Ludovico il Moro. Sebbene fedele al marito, la duchessa era di natura civettuola: Ludovico non si era mostrato geloso dei corteggiamenti di stampo cavalleresco intrattenuti col re Carlo VIII e col duca Luigi d'Orléans, ma diverso fu il caso di Beauvau, molto amato dalle donne, che palesava un eccessivo "entusiasmo" nei confronti di Beatrice. D'altronde anche un altro informatore dell'epoca testimonia il fatto che Beatrice in quei giorni era "più bella che la fusse may".

L'impressione dei francesi, per come ci è tramandata da Lesconvel, fu che per questa ragione Ludovico, offeso dall'assiduo corteggiamento del cavaliere, approfittò di una malattia di re Carlo per allontanare la moglie da Asti. In effetti sappiamo dal cronista veneziano Marin Sanudo (e anche da altre fonti) che i duchi di Milano si erano fermati a risiedere nel loro castello di Annone, a due passi da Asti: dal 10 al 13 settembre Beatrice aveva accompagnato il marito ad Asti e vi aveva trascorso una notte; il 13 aveva ordinato una magnifica festa in onore del re, ma a causa dell'imprevista malattia essa fu annullata e la duchessa tornò a Milano. Successivamente il cronista si corregge dicendo che, in realtà, la duchessa non era tornata a Milano, ma si era fermata ad Annone, mentre Ludovico continuava da solo a recarsi ogni giorno ad Asti e la notte tornava a dormire ad Annone dalla moglie.
(Pierre de Lesconvel, Anecdotes secretes des règnes de Charles VIII et de Louis XII.)
Sebbene le fonti non dicano se Beatrice ricambiasse o meno le attenzioni dell'uomo, perlomeno quelle francesi sembrerebbero adombrare una certa condiscendenza da parte di lei; inoltre un'eco di queste gelosie rimase effettivamente anche nei manoscritti dell'epoca: nella rassegna "delle donne di diverse nazioni", compiuta da un anonimo poeta francese, la Lombarda è dipinta come una donna civettuola e baldanzosa, dallo spirito libero (cueur franc), pur tenuta a freno dal geloso marito, che delude perciò le aspettative dei francesi, e specialmente del suo rivale in amore, l'amy privée, ovvero l'amatore segreto. Lo storico francese René Maulde-La-Clavière vi lesse proprio un riferimento a Beatrice:
Je mylannoise en ce cas le bruyt ay,

Plus que nulle autre a mon amy privée,

Mais le jaloux me tient tant en abay,

Que des François l'actente en est grevée.»

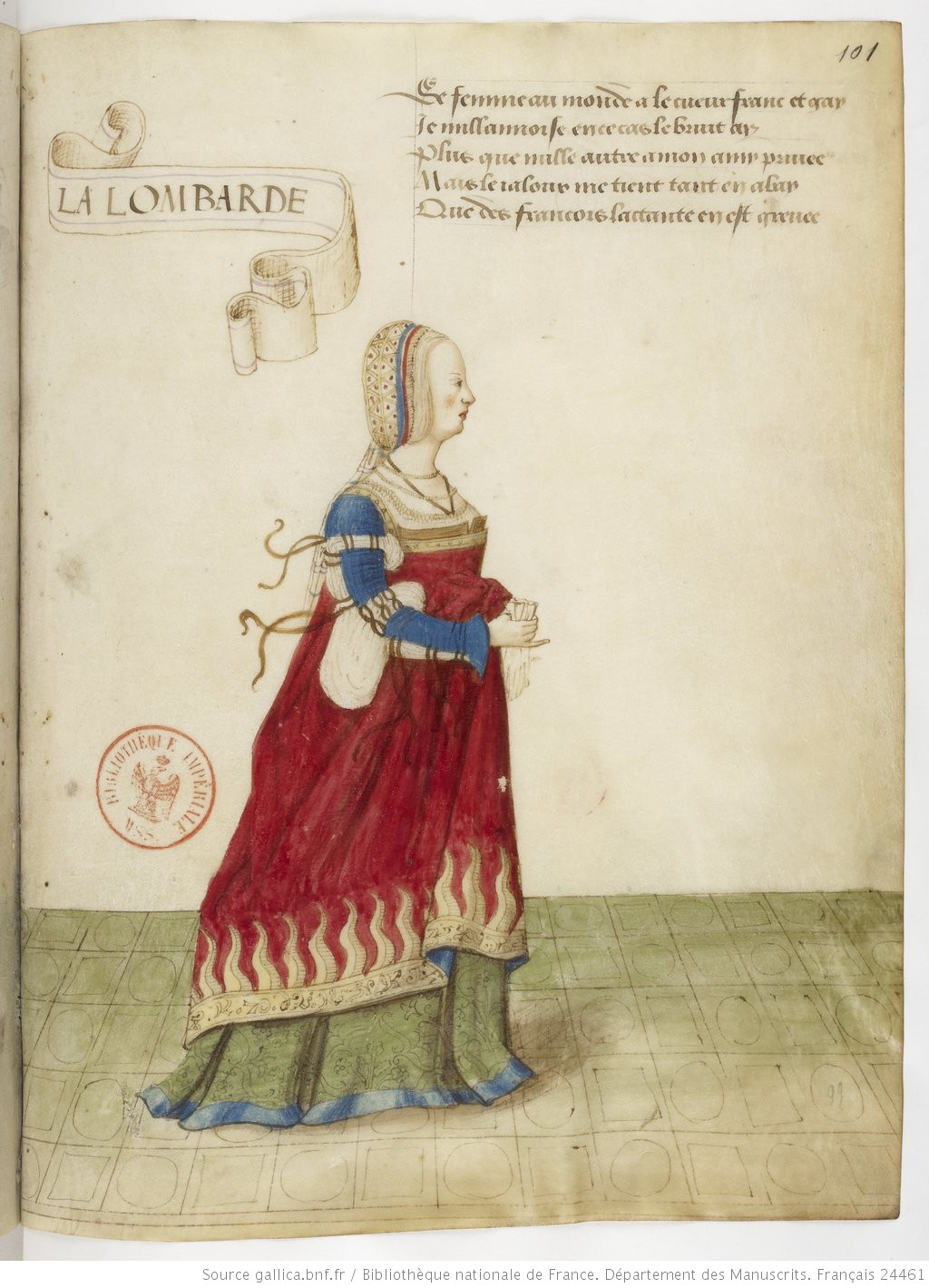
La Lombarda, dal manoscritto Les dictz des femmes de diverses nations.

io milanese in questo fatto ho fama,

più che null'altro ha il mio amico segreto,

ma il geloso mi tiene tanto a bada,

che dei francesi l'attesa è gravata.»
I francesi, d'altro canto, erano considerati dagli italiani alla stregua di maniaci sessuali, il cui solo pensiero fosse sedurre donne, come riporta lo stesso Marin Sanudo: "la consuetudine de Franzesi [è] de voler sopra tutto star a piacer con donne, et el suo clima a Venere è molto dato".

### L'impresa di Napoli e la morte
Beauvau seguì probabilmente gli spostamenti di re Carlo, che nei giorni successivi fu ospitato a Vigevano dai duchi di Bari, i quali accompagnarono ambedue il re fino in Toscana prima di separarsi dall'esercito. Dal testamento redatto poco prima della morte (16 luglio), che gli è attribuito, risulta che nel giugno 1495 egli abbia preso parte al sacco di Gaeta, col cui bottino intendeva pagare i debitori, e che fosse entrato in possesso del feudo di Policastro, realmente da lui occupato.
Dopo la breve conquista di Napoli e la successiva ritirata di Carlo, incalzato dal ritorno vittorioso dello spodestato re Ferrandino, Beauvau fu uno dei comandanti delle guarnigioni lasciate a sorvegliare le fortezze sotto occupazione francese, subito duramente assediate dalle milizie ispanico-napoletane. Egli morì nel luglio, durante uno di questi scontri, mentre compieva una sortita al di fuori del castello per respingere gli assedianti, forse sul molo del porto. Fu ucciso insieme al signore di Champs e al maestro d'ostel Huvart, "il che fu un grandissimo danno, poiché essi erano valorosi e audaci delle loro persone".

## In letteratura
Beauvau compare tra i personaggi muti che costituiscono la corte di Carlo VIII nella tragedia Jean Galéas, duc de Milan di Arthur Fleury.